# Parque Tecnológico de la Salud (Granada)
El Parque Tecnológico de la Salud (PTS) es un amplio complejo situado en la ciudad de Granada (España) donde se desarrollan actividades formativas, investigadoras y empresariales dentro de los ámbitos de la ciencia y la tecnología.  El objetivo fundamental que persigue dicho complejo es el de convertirse en un espacio de excelencia dentro del campo de las ciencias de la vida que genere una imagen de marca ‘Granada SALUD’, con un impacto nacional e internacional.
El Parque Tecnológico de la Salud (PTS) está regido por la Fundación PTS, en la que están presentes la Junta de Andalucía, la Universidad de Granada, la Diputación Provincial, los ayuntamientos de Granada, Armilla, Ogíjares y La Zubia, CajaGranada, Caja Rural y el Consejo Superior de Investigaciones Científicas (CSIC). Además, cuenta con la colaboración de la Confederación Granadina de Empresarios y la Cámara de Comercio.

## Historia
Los primeros pasos del parque se dan en 1987, cuando la universidad plantea como solución a sus futuras necesidades de espacio, la construcción de un nuevo campus que incluya un hospital completo, que sustituya al Hospital Universitario San Cecilio. Las indecisiones de las diferentes partes a la hora de desarrollar el nuevo campus se resuelven con la convocatoria de un concurso de ideas, que se publica en 1995. El proyecto ganador opta por situar en el campus en la zona sur de Granada, en terrenos por entonces agrícolas cercados por la circunvalación de Granada y la Ronda Sur. La opción que quedó en segundo lugar planteaba la construcción del campus en el cuartel de Los Mondragones, situado junto a los hospitales ya existentes, pero donde la libertad de diseño era menor al estar ya definidas las vías principales de la zona.
En 1997 se constituye la Fundación Campus de la Salud, compuesta por la universidad de Granada, la Junta de Andalucía, los ayuntamientos de Granada y Armilla, el Consejo Superior de Investigaciones Científicas y otras instituciones locales, cuyo objetivo es dirigir el desarrollo del parque.
La Consejería de Salud de la Junta de Andalucía se hizo cargo de la construcción completa del nuevo hospital, con un coste estimado de 100 millones de euros. El primer edificio iniciado fue el Centro Europeo de Empresas e Innovación, cuya primera piedra se puso en 2001. En los años posteriores se inició la construcción de numerosos edificios dedicados a la salud, tanto de promoción pública como de promoción privada. El recinto inició una nueva etapa, a partir de 2004, transformándose en un parque tecnológico, a raíz de la llegada de Jesús Quero, antiguo alcalde de Granada, a la dirección de la Fundación PTS.

## Instalaciones
Sobre sus 625.000 m² se materializa una edificabilidad máxima de 388.000 m², dividida en tres usos: docente (98.000 m²), sanitario (120.000 m²) y de investigación y desarrollo empresarial (170.000 m²).

### Hospital universitario
El nuevo hospital se concentra en un nuevo edificio que está dispuesto en varias alturas, a modo de balcones, lo que permite que en casi cualquier lugar del edificio al paciente o visitante le llegue la luz solar y se evita además cualquier sensación de espacio cerrado. El hospital se estructura en una plataforma que alberga los sótanos y la planta baja, donde se concentran todos los servicios centrales, apoyo clínico, radio-diagnóstico o laboratorios. Por encima de esa plataforma, descansan el resto de servicios, consultas y hospitalización. Cada una de estas plantas está concebida como un subhospital autónomo. Es decir, cuentan con consulta, despachos clínicos y hospitalización, todo en el mismo estrato. Esto significa que un paciente llega a la consulta de una especialidad, se le diagnostica, se le opera si fuera necesario e incluso se encama, todo dentro de la misma planta. Además de esta división horizontal, hay dentro de cada una dos ejes, uno ambulatorio y otro clínico.
En sus instalaciones destacan 700 habitaciones, 26 quirófanos y 132 consultas. Urgencias dispondrá de una sala de emergencias, 22 consultas y 44 puestos de observación además áreas docentes, bibliotecas, laboratorios y quirófanos experimentales.
En cuanto a las especialidades: Medicina Nuclear, Cirugía Vascular, Cardiología, Aparato Digestivo, Neumología, Oncología Radioterápica, Biotecnología, Anatomía Patológica, Radiodiagnóstico, Salud Mental y Medicina Interna.
También contará con un amplio abanico de hospitales de día en las áreas de Medicina, Oncohematología, Hemodiálisis, Enfermedades Infecciosas y procesos quirúrgicos, con unos 80 puestos de atención y tratamiento.
El centro resalta por su diseño innovador, flexible y capaz de adaptarse a los cambios en el ámbito sanitario. Cada una de sus ocho plantas, cuenta con consulta, despachos clínicos y hospitalización. Con un helipuerto en la cubierta para que el paciente o los órganos trasladados pudiera descargarse directamente y llegar a la zona de quirófanos a través de los ascensores que llegan hasta la última planta, evitando así el tráfico de personas o vehículos de la entrada que puede obstaculizar el acceso. El helipuerto se convertirá en el segundo con que cuenta toda la comunidad andaluza. 

El diseño del nuevo hospital está orientado para ser una referencia de la investigación biomédica, aprovechando la potencialidad y sinergias en el ámbito de la I+D de las instituciones y empresas que ya están plenamente operativas en el PTS.

### Campus universitario

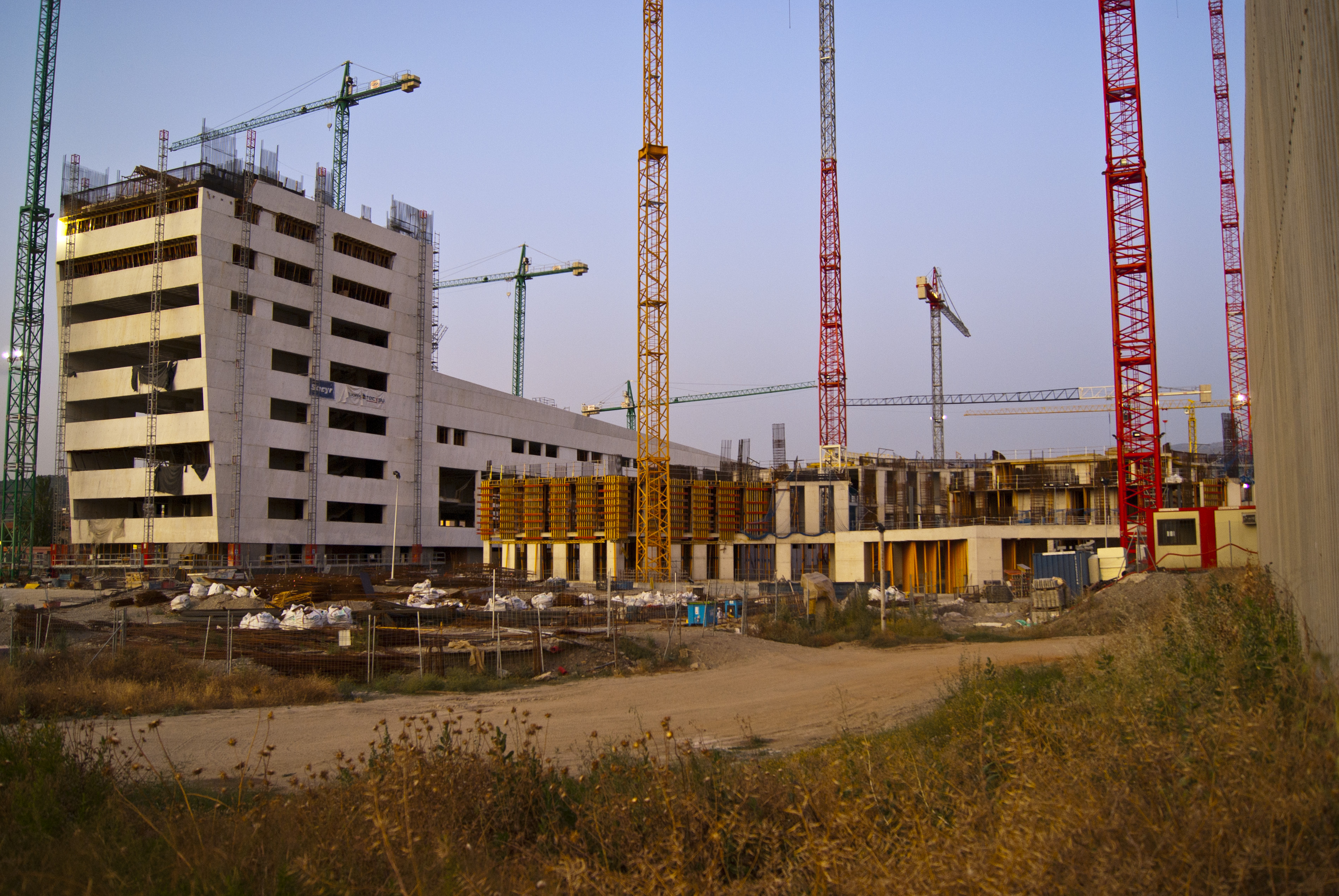
Obras de las facultades de Medicina (derecha) y Ciencias de la Salud (izquierda) en 2011.

Dentro del PTS el campus universitario está organizado para concentrar toda la oferta formativa de la Universidad de Granada en el campo de las ciencias de la salud. En una primera fase se han ejecutado las facultades de Medicina y de Ciencias de la Salud, el edificio de Servicios Generales y la urbanización del entorno edificable. En una segunda fase se levantarán los edificios de las facultades de Farmacia y Odontología. Todas estas instalaciones trasladarán desde otros campus a más de 6.000 estudiantes.
El concurso de ideas para su construcción se realizó en 2006, en dos fases, la primera por currículum y la segunda por ideas. El espacio a desarrollar en el concurso era la ordenación urbanística del campus y los módulos de medicina y servicios generales. El ganador del concurso desarrolla su propuesta, y los que resultaran 2º, 3º y 4º desarrollarían respectivamente los módulos de farmacia, ciencias de la salud y odontología. Se presentaron 96 proyectos. Los ganadores del concurso fueron Cruz y Ortiz, y los siguientes puestos (y por lo tanto, el desarrollo de los otros tres módulos) fueron respectivamente para los equipos de Kees Kaan, Manuel González Fustegueras y José Manuel Pérez Muñoz.
El campus tiene una extensión total de 98.000 metros cuadrados y un coste de 100 millones de euros.

### Centros de investigación
El Parque Tecnológico de la Salud promueve iniciativas que fomentan la investigación básico-clínica en el área de la salud y la biomedicina, a través de prestigiosos y avanzados centros de investigación públicos y privados, situando Granada a la vanguardia de la investigación biotecnológica y sanitaria.
El PTS es un espacio tecnológico que permite fomentar las relaciones entre investigadores, agentes ligados al sector Biosanitario y sistema financiero para que la propia comunidad universitaria obtenga una rentabilidad de los resultados de sus investigaciones.
La masa crítica de recursos científicos y tecnológicos que acoge el PTS favorecen las sinergias y configuran una oferta muy atractiva para los sectores de la biotecnología y salud, ya que estar ubicado en un entorno científico de rango universitario para una empresa biomédica es una condición imprescindible para desarrollar proyectos e innovaciones de última generación.
Las investigaciones que se llevan a cabo en el parque pertenecen a campos muy diversos, algunos de ellos de alta especialización, como es el caso del banco de células madre.

### Industria sanitaria
El PTS se muestra como un entorno ideal para el desarrollo de industrias farmacéuticas, biosanitarias y agro-alimentarias.  
El primer espacio empresarial en abrir sus puertas en el PTS fue el Centro Europeo de Empresas e Innovación (CEEI) BIC Granada, gestionado por la Agencia de Innovación y Desarrollo de la Junta de Andalucía y subvencionado con fondos de la Unión Europea. El Centro se configura como un espacio de excelencia donde trabaja de forma coordinada el sistema de innovación ciencia-empresa. 
El BIC Granada cuenta con una incubadora de empresas, especializada en la creación y consolidación de empresas innovadoras de base tecnológica, prioritariamente spin-off universitarias y aquellas relacionadas con las ciencias de la vida y la salud.
Junto a las empresas ubicadas en el BIC Granada, en el PTS se encuentran implantadas empresas de referencia internacional, como Neuron Bio, Laboratorios Farmacéuticos ROVI, Master Diagnostica, Instituto Internacional de Flebología y Vircell, entre otras.

### Instalaciones auxiliares
Varias instalaciones relacionadas con el campo sanitario se han trasladado al nuevo parque tecnológico, como es el caso del Centro de Coordinación de Urgencias de la Empresa Pública de Emergencias Sanitarias, o la Oficina de Transferencia de Resultados de Investigación.
Estas instalaciones que están relacionada con el campo de la sanitario se le denomina gestión de espacios compartidos. Dichos espacios hacen que la gestión clínica tenga un diseño organizativo que incorpore a todos los profesionales sanitarios en la gestión de los recursos utilizados en su propia práctica del campo sanitario.
En las Unidades de Gestión Clínica las actividades se desarrolla de acuerdo a diferentes objetivos, entre los que destacan:
- Mejorar la organización del trabajo.
- Reforzar la continuidad asistencial entre ambos niveles de atención.
- Fomentar la implicación de los profesionales sanitarios en realizar la gestión de los centros.
- Elevar la satisfacción de los pacientes.

## Futuro
Cuando esté concluido todo el recinto, se prevé una inversión global superior a 700 millones de euros, de los cuales ya se han contratado más de 558 millones. En febrero de 2014, en el PTS se localizan un total de 98 empresas e instituciones en las que trabajan ya más de 1800 personas, un 46% de ellas dedicadas principalmente a actividades de I+D. En el Parque se han generado ya más de 800 puestos de trabajo de nueva creación, de cualificación media-alta.
En el último trimestre de 2014 está prevista la inauguración del Centro de Empresas, que será un catalizador de una nueva incorporación de nuevas empresas biotecnológicas o de servicios especializados Archivado el 22 de marzo de 2014 en Wayback Machine. para el sector. Conjuntamente con el Edificio Bioregión, sede de la Fundación Descubre y del Consorcio Fernando de los Ríos, completará la línea de infraestructuras de la Avenida del Conocimiento.
En el curso 2014-15, la Universidad de Granada tendrá plenamente operativa la Facultad de Ciencias de la Salud y el edificio de Servicios Generales, entrando más tarde en funcionamiento la Facultad de Medicina.
Por otro lado, la Fundación PTS ha optado por comenzar un proceso de internacionalización, tanto del modelo de gestión del propio Parque como de las empresas e instituciones que operan en él, siendo objetivos estratégicos países de Oriente Medio como Emiratos Árabes, Arabia Saudí y Baréin; así como países africanos como Marruecos (como destino preferente), Kenia y Sudáfrica.

## Lugares de interés
- Instituto de Astrofísica de Andalucía. Glorieta de la Astronomía, s/n.
- Parque Tecnológico de la Salud (Granada). Av. del Conocimiento.
- Hospital Universitario Clínico San Cecilio. Av. de la Investigación, s/n.
- Centro de Genómica e Investigación Oncológica Genyo. Av. de la Ilustración, 114.
- Vircell Microbiologists. Parque Tecnológico de la Salud., Calle Avicena, 8.
- Centro de desarrollo in-Vitro Master Diagnóstica. Parque Tecnológico de la Salud., Calle Avicena, 8.
- Rovi Pharmaceutical Laboratories. Parque Tecnológico de la Salud, Av. de la Ilustración, 110.
- Cidaf Technology Center. Av. del Conocimiento, 37.
- Empresa Pública de Emergencias Sanitarias. Av. de la Investigación, 21.
- Facultad de Ciencias de la Salud de Granada. Av. de la Ilustración, 60.
- Instituto de Parasitología y Biomedicina López Neyra - CSIC. Avda. del Conocimiento 17.
- Inves Biofarm. Parque Tecnológico de la Salud, Av. del Conocimiento, 3.
- Centro de Investigación Biomédica de la Universidad de Granada. Av. del Conocimiento, s/n.
- Centro de Innovación de Negocios BIC. Av. de la Innovación, 1.